# لیلا ال
لیلا ال (به انگلیسی: Layla El) (زاده ۲۵ ژوئن ۱۹۷۷) رقاص، مدل و کشتی گیر مراکشی است که در آمریکا و در WWE فعالیت می کرده است. وی معروف و شناخته شدنش را مدیون کمپانی دبلیودبلیوئی است. او پس از نزدیک ۹ سال حضور در دبلیودبلیوئی سرانجام در تاریخ ۲۹ ژوئیه ۲۰۱۵ خود را در حرفه کشتی حرفه‌ای بازنشسته اعلام کرد.